# گروپو برتونه
گروپو برتونه (انگلیسی: Gruppo Bertone) شرکت خودروسازی ایتالیایی بود، که در سال ۱۹۱۲ توسط جیووانی برتونه تأسیس شد.